# Carlson (företag)
Carlson, tidigare Carlson Companies, är ett amerikanskt multinationellt holdingbolag som har sina verksamheter främst inom resor, hotell och gästfrihet via sina dotterbolag som Carlson Rezidor Hotel Group och Carlson Wagonlit Travel.
För 2014 hade de en uppskattad omsättning på $35,2 miljarder och en personalstyrka på omkring 175 000 anställda. Deras huvudkontor ligger i Minnetonka, Minnesota.